# Трогон масковий
Трогон масковий (Trogon personatus) — вид птахів родини трогонових (Trogonidae).

## Поширення
Вид поширений у вологих високогірних лісах Південної Америки, переважно в Андах і тепуї.

## Підвиди
- T. p. assimilis Gould, 1846 Еквадор
- T. p. duidae Chapman, 1929 Венесуела
- T. p. heliothrix Tschudi, 1844
- T. p. personatus Gould, 1842 Венесуела, Колумбія, Еквадор та Перу
- T. p. ptaritepui Zimmer & W. H. Phelps, 1946 Венесуела
- T. p. roraimae (Chapman, 1929) Венесуела, Гаяна та Бразилія
- T. p. sanctamartae Zimmer, 1948 Колумбія
- T. p. submontanus Todd, 1943 Болівія
- T. p. temperatus (Chapman, 1923) Колумбія, Еквадор та Перу.